# Anna Náprstková
Anna Náprstková-Fingerhutová rozená Homová (24. dubna 1788 Praha – 20. října 1873 Praha) byla česká podnikatelka a filantropka.

## Život

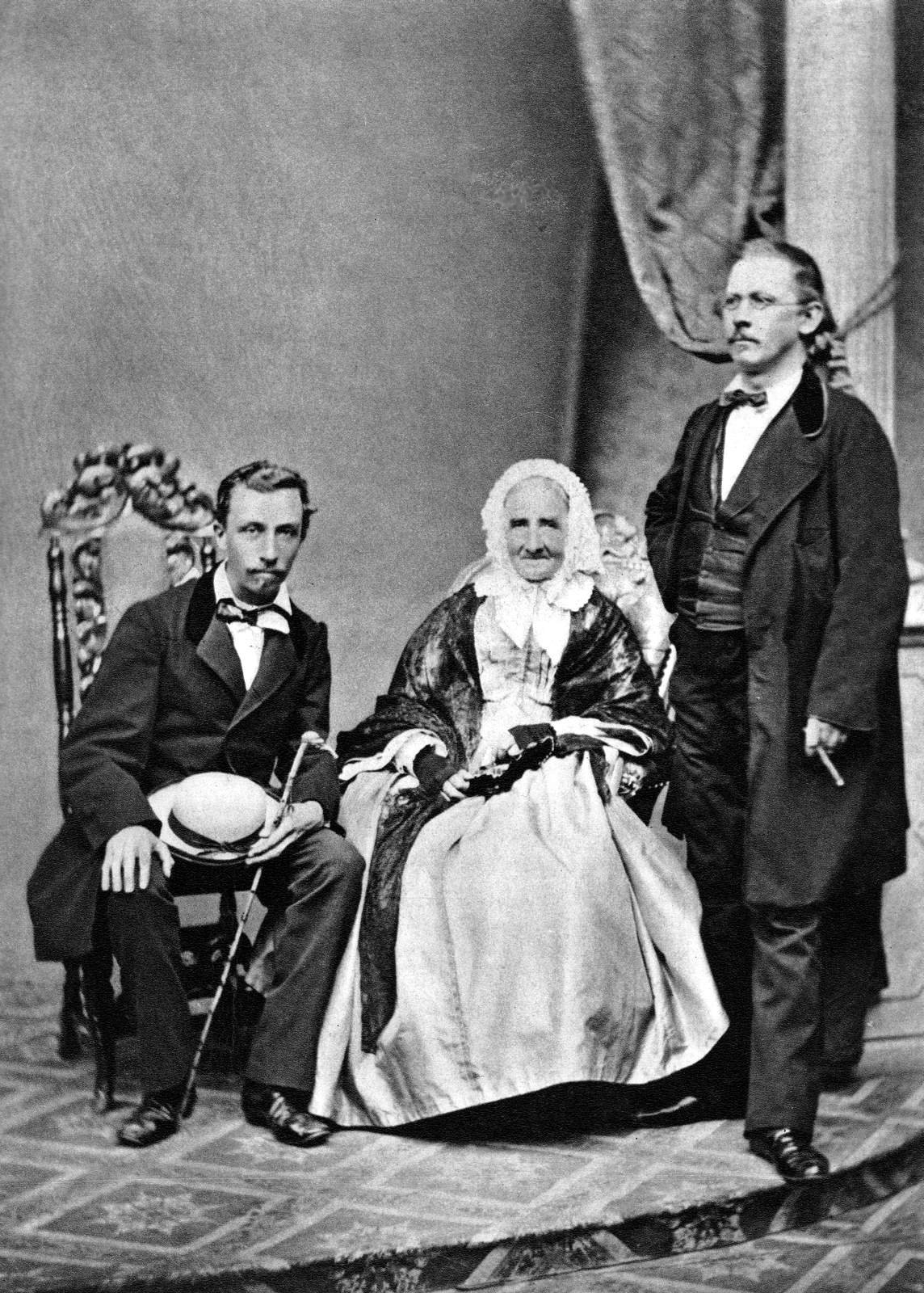
Anna Náprstková se syny Ferdinandem (vlevo) a Vojtou (vpravo).

Narodila se v Praze v rodině mlynáře Vincence Homa a Josefy, roz. Draské. Navštěvovala školu ve farnosti sv. Petra. Na jaře 1795 během povodně utonul její otec. Protože matka neměla na zaplacení školy, Anna si tzv. sobotáles odpracovávala sama - uklízela třídu a posluhovala učiteli. V osmi letech jí onemocněla i matka. Rodina po smrti otce zchudla. Nejprve musela jít do služby Annina sestra Barbora (1780–1852) a v jedenácti letech i Anna - vstoupila do služby ke svému strýci. Po smrti tohoto strýce sloužila u druhého strýce - vedla mu domácnost a pracovala také v jeho krupařském obchodě na Malé Straně. Zde se učila od svých příbuzných v obchodě a svou pílí pomáhala jeho rozvoji.
V únoru 1808 se provdala za Jana Nováka z Malé Strany. Spolu měli šest dětí: Jana (1808–1828) – studoval filozofii, Antonína (1810–1836) – byl majitelem mlýna, Vincence (1812–1813), Vojtěcha (* 1814, zemřel brzy po narození), Barboru (1815–1816) a Rosalii (1817–1830). Po svatbě začali provozovat restauraci U Zlatého hada čp. 474 na Malé Straně, pak v Ostruhové ulici (dnes Nerudově) čp. 250.Poté v karlínské Invalidovně zřídili pro vojáky "stravovatelství a výčep". Roku 1816 zakoupili hostinec Na Seníku v Bubenči čp. 14. V roce 1818 si propachtovali malostranský pivovar a hostinec U Hermanů (lidově U Hermonů) v Mostecké ulici čp. 274.
V roce 1819 Anna ovdověla. O tři roky později se provdala podruhé. Jejím druhým manželem se stal za sládek Antonín Fingerhut (1775–1832). V roce 1880 bylo příjmení úředně změněno z Fingerhut na Náprstek.. Za manželem se přestěhovala na Uhelný trh do pivovaru U Šturmů. V srpnu 1826 spolu zakoupili dům U Halánků s vinopalnou a hostincem na Betlémském náměstí. Později zde zřídili také pivovar. Roku 1832 Anna Fingerhutová ovdověla opět. Z druhého manželství se narodili dva synové, Ferdinand a Vojta. Syna Vojtěcha podporovala jak v době jeho vyhnanství (odešel do emigrace do USA po potlačení revoluce v roce 1848 a strávil tam více než devět let), tak i později, kdy se stala mecenáškou aktivit vedoucích k založení dnešního Náprstkova muzea asijských, afrických a amerických kultur. Byla také jednou z prvních podporovatelek Amerického klubu dam, prvního českého ženského osvětového spolku. Spolek se scházel v knihovně v domě U Halánků.
Získala značný majetek a využívala jej k podpoře chudých. První den v měsíci vždy rozdávala bochníky chleba nebo peněžitou almužnu. Mezi dráteníky, kteří procházeli zemí, byla známa jako panímaminka Náprstková. Podporovala i nemajetné studenty a poutníkům poskytovala zdarma noclehy. Výnosná živnost jí umožnila zakoupit další dům, kromě výroby lihovin provozovala i obchod a výčep s restaurací. Po celý život zůstala skromná, pracovitá a pokorná. Pohřbena byla v rodinné hrobce na Olšanských hřbitovech.

## Inspirace v umění
Ve druhém díle historické pentalogie Vladimíra Neffa Císařské fialky vystupuje Anna Náprstková jako  „panímaminka Náprstková“ spolu se svým synem Vojtou Náprstkem. V televizním seriálu Sňatky z rozumu, natočeném podle Neffova díla, ji představovala Jiřina Štěpničková.